# Filabres-Tabernas
Filabres-Tavernes est une comarque de la province d'Almería, dans la communauté autonome d'Andalousie.

## Communes
- Abla
- Abrucena
- Alcudia de Monteagud
- Benitagla
- Benizalón
- Castro de Filabres
- Fiñana
- Gérgal
- Lucainena de las Torres
- Las Tres Villas
- Nacimiento
- Olula de Castro
- Senés
- Tabernas
- Tahal
- Turrillas
- Uleila del Campo
- Velefique